# Aron van Lare
Aron van Lare (Terneuzen, 5 januari 2003) is een Nederlands voetballer die speelt als doelman. In juli 2022 verruilde hij PSV voor NAC Breda.

## Clubcarrière
Van Lare speelde in de jeugd van VV Terneuzen en JVOZ, voor hij in 2016 opgenomen werd in de opleiding van NAC Breda. Een jaar later stapte hij over naar PSV. Hier tekende hij in mei 2019 zijn eerste professionele contract. Van Lare maakte op 6 augustus 2021 zijn professionele debuut namens Jong PSV in de eerste speelronde van de Eerste divisie in het seizoen 2021/22. Op bezoek bij FC Dordrecht mocht hij van coach Ruud van Nistelrooij als basisspeler aan het duel beginnen en hij speelde het gehele duel mee. Hij zag teamgenoot Fodé Fofana de score openen en in de tweede helft besliste Tim Hölscher de uitslag op 1–1. Dat seizoen speele hij nog een wedstrijd, waarna zijn contract afliep. Hierop tekende Van Lare voor drie seizoenen bij zijn oude club NAC Breda.

## Clubstatistieken
| Seizoen | Club      | Competitie     | Competitie | Competitie | Beker | Beker | Internationaal | Internationaal | Totaal | Totaal |
| Seizoen | Club      | Competitie     | Wed.       | Dlp.       | Wed.  | Dlp.  | Wed.           | Dlp.           | Wed.   | Dlp.   |
| ------- | --------- | -------------- | ---------- | ---------- | ----- | ----- | -------------- | -------------- | ------ | ------ |
| 2021/22 | Jong PSV  | Eerste divisie | 2          | 0          | —     | —     | —              | —              | 2      | 0      |
| 2022/23 | NAC Breda | Eerste divisie | 0          | 0          | 0     | 0     | —              | —              | 0      | 0      |
| 2023/24 | NAC Breda | Eerste divisie | 0          | 0          | 0     | 0     | —              | —              | 0      | 0      |
| 2024/25 | NAC Breda | Eredivisie     | 0          | 0          | 0     | 0     | —              | —              | 0      | 0      |
| Totaal  | Totaal    | Totaal         | 2          | 0          | 0     | 0     | 0              | 0              | 2      | 0      |

Bijgewerkt op 2 oktober 2024.